# Назаришин Руслан Олександрович
Назаришин Руслан Олександрович (нар. 24 лютого 1974, Пляшівка) — український композитор, письменник, поет, педагог. Член Асоціації композиторів Національної всеукраїнської музичної спілки, Національної спілки краєзнавців України, Чернівецького обласного об'єднання Всеукраїнського товариства «Просвіта» імені Т. Шевченка.

## Життєпис
Народився 24 лютого 1974 року в с. Пляшівка Радивилівського, нині Дубенського району Рівненської області в незаможній колгоспній сім'ї. В дитячі роки, паралельно зі шкільною освітою здобував знання у музичній школі по класу баяна. 1987 року закінчивши шість класів Теслугівської середньої школи переїхав у Чернівецьку область, де продовжив навчання в Кам'янській середній школі. Протягом 1989—1993 рр. навчався в Кіцманському радгоспі-технікумі. В 2000 році закінчив факультет  міжнародних економічних відносин та бізнесу Рівненського інституту слов'янознавства Київського інституту «Слов'янський університет». З 2002 року працював на посадах викладач спецдисциплін Чернівецького промислово-економічного технікуму, а згодом в.о. доцент, викладач кафедри «Менеджмент організацій» Чернівецької філії МАУП. З 2017 по 2021 рр. працював на посаді завідувач бібліотеки-філії с. Коровія Глибоцької ЦБС, одночасно викладач-сумісник ЦДН «Чернівецький інститут» МАУП.

### Громадська діяльність
Член Асоціації композиторів Національної всеукраїнської музичної спілки з 2024 року, Національної спілки краєзнавців України з 2023 року, Чернівецького обласного об'єднання Всеукраїнського товариства «Просвіта» імені Т. Шевченка з 2024 року.
Член журі Всеукраїнського літературного конкурсу імені Леся Мартовича м. Львів (2023), конкурсу пісні та поезії «Нас поєднала Буковина» м. Чернівці (2023), обласного конкурсу читців-декламаторів та виконавців пісень на вірші поета-пісняра Василя Васкана , м. Чернівці (2024).

### Літературна діяльність
У творчому доробку Руслана Назаришина є художні твори — поезія і проза; наукові, краєзнавчі публікації.
В літературу ввійшов 2003 року з твором «За свободу України», який надрукувала Чернівецька обласна газета «Буковинське віче», головним редактором якої була Віра Китайгородська. З 2017 року твори друкуються в українських газетах «Відродження», «Новий день», «Прапор перемоги», «Звягель»; часописах «Позакласний час», «Юність Times»; літературно-мистецькому альманасі «Олександрійський маяк», на Інтернет сайтах: «Клуб поезії», «ЛітКлуб»; в серії листівок віршів-присвят полеглим Героям Глибоцької громади «Речники хоробрості», історико-краєзнавчій книзі «Коровія — моя батьківщина».
На початку літературного шляху юного письменника підтримав і дав професійні поради Володимир Михайловський, відомий український журналіст, письменник, поет. За часів його життя відбувались зустрічі, на одній з яких він взяв обласну газету «Буковина» і вивів своєю рукою автограф: «Руслану Назаришину – дорогому моєму творчому краянину. З повагою і певністю на вірній спільній справі».  

### Композиторська діяльність
Композиторський доробок Руслана Назаришина містить музику на вірші українських поетів: В. Симоненка, І. Дробного, М. Томенка, В. Васкана, В. Джурана, Т. Севернюк, О.Приходько-Возняк, М.Урсула, А. Криловця, Г. Фесюк, М. Дубова; музику на власні вірші. 2024 року в м. Чернівці відбувся перший творчий вечір «Поети нашої духовності» на якому поруч із музикою, яку написав і виконав Руслан Назаришин, поєдналися Черкащина, Рівненщина, Львівщина, Миколаївщина та Буковина . 
За словами композитора своїм «хрещеним батьком» на музичному поприщі він вважає доцента кафедри музики ЧНУ імені Ю. Федьковича Андрія Плішку, який визнав його творчі здібності та професійними порадами спрямував творчий шлях. Від творчої співпраці, що відбувалася у стінах ЧНУ на нотах пісенного твору «Не забудь» залишився його рукопис  – «Пісня композитора з Коровії».

### Педагогічна діяльність
Педагогічна діяльність Руслана Назаришина розпочата 2002 року у ЗВО стала аргументом написання ряду наукових доповідей, статей. З 2010 року — член Вченої ради Чернівецької філії МАУП. У науковому доробку Руслана Назаришина є публікації на теми управлінської діяльності, маркетингу, менеджменту, музеєзнавства в науково-фахових виданнях: збірниках наукових праць та науково-практичних конференцій.

## Твори
Поезія:
- «Це не дощ»
- «Квітують сади»

Оповідання:
- «За вечерею»
- «Відплата»

Пісні на вірші поета:
- «Заграй, скрипалю»
- «Ми йдемо до мами»
- «О Боже, зупини війну!»
- «Стоять солдати України»
- «Ти — України солдат»
- «Щоб в щедрості і в радості»

Пісні на вірші українських поетів:
- «Вікно» на вірші Василя Васкана
- «Вже подалися журавлі» на вірші Михайла Дубова
- «Випускний вечір» на вірші Івана Дробного
- «Грудочка землі» на вірші Василя Симоненка
- «Сонет кохання» на вірші Миколи Томенка
- «Якщо…» на вірші Тамари Севернюк
- «Обважніла нива» на вірші Миколи Томенка
- «Я з тобою забула про все» на вірші Галини Фесюк

Пісні, доповнені поетом:
- «Перевесла життя» на вірші Олександри Приходько-Возняк
- «Розумом непрошений» на вірші Анатолія Криловця
- «До батька крізь роки» на вірші Михайла Урсула
- «Твоя дорога» на вірші Василя Васкана
- «Чекала мати у Вікні» на вірші Василя Джурана

### Книги
Є автором літературно-музичних видань в яких присутні ноти, слова, світлини, вступи-звернення:
- 2019 — Зірок на небі вистачить усім, м. Чернівці
- 2023 — Світ промениться пам'яттю людей, м. Чернівці
- 2024 — Любов дорожча над усе, м. Чернівці
- 2024 — Рідніший край, де народилися й зросли, м. Чернівці
- 2025 — Сильні духом на поклін не йдуть, м. Чернівці

### Публікації в наукових збірниках
- Взаємна мотивація якості праці персоналу. Назаришин Р. О. // Вісник Запорізького національного університету: збірник наукових праць. Економічні науки. № 4 (12). — Запоріжжя: Запорізький національний університет, 2011. — С. 48 — 53
- Фундаментальні поняття мотиватики як науки про мотивацію праці. Назаришин Р. О. // Україна: аспекти праці. Науково-економічний та суспільно-політичний журнал № 3. — Київ: «ВІПОЛ», 2013. — С. 38 — 42
- Основні види мотивації за формою взаємної поведінки персоналу промислового підприємства. Назаришин Р. О.// Науковий вісник Мукачівського державного університету. — Мукачеве: «Карпатська вежа», 2012. Журнал наукових праць № 12 (7). — С. 218—225
- Концепція взаємної мотивації якості праці персоналу. Назаришин Р. О. // Вісник Чернівецького торговельно-економічного інституту КНТЕУ. — Чернівці: ЧТЕІКНТЕУ, 2011. Вип. ІІІ (43). Економічні науки. — С. 270—274
- Забезпечення маркетингової орієнтації, як шлях підвищення конкурентоздатності підприємства.  Назаришин Р.О. // Збірник наукових праць Національного університету водного господарства та природокористування. – Рівне, 2004. Випуск 4 (28). – С. 158 – 165
- Особливості застосування різновидів менеджменту безпосередньо пов’язаних із мотивацією персоналу. Назаришин Р.О.  // Збірник матеріалів IХ Всеукраїнської науково-практичної конференції на тему: “Апріорність політичної, правової та соціально-економічної свободи і компетенції –·як стратегія розвитку громадянського суспільства”. Чернівецька філія ПрАТ ВНЗ МАУП. – Чернівці: МП «Марія», 2014. – С. 147 – 155
- Менеджмент музею і його персоналу: мета, завдання, напрямки розвитку. Назаришин Р.О. // Збірник матеріалів Всеукраїнської науково-практичної конференції, присвяченої 120-тій річниці заснування Кам’янець подільського державного історичного музею-запивідника. / [редкол.: Л.П. Станіславська·       (відп. Ред..) та ін.]. Кам’янець-Подільський: ПП «Медобори-2026»., 2010. – С. 229 – 233.
- Забезпечення мотивації якості праці шляхом подолання демотиваційних процесів. Назаришин Р.О. // Вісник Волинського інституту економіки та менеджменту № 6.  – Луцьк: «ВІЕтаМ», 2013. – С. 91 – 100
- В.В. Хвойко на ниві музейної діяльності. Назаришин Р.О. // Матеріали 14-ї Всеукраїнської науково-практичної конференції на тему: «Український технічний музей: історія, досвід, перспективи». Кам’янець-Подільський: ФОП Буйницький О. А., 2020. – С. 149 – 153.
- Отримання якісної праці через розвиток взаємної мотивації. Назаришин Р.О. // Науковий вісник Східноєвропейського національного університету імені Лесі Українки. Серія: Економічні науки. № 4 (253). – Луцьк: «СНУ ім. Л.Українки», 2013. – С. 72 – 77
- Функціональний підхід у якісній підготовці фахівця як одна із передумов продуктивного розвитку інфраструктури туризму регіону. Назаришин Р.О. // Науковий вісник Чернівецького торговельно-економічного інституту КНТЕУ. – Чернівці: АНТ Лтд, 2005. Випуск ІІІ. – С. 100 – 104

## Відеографія
Поезії:
- «Квітують сади», 2024
- «Це не дощ», 2024

Пісні:
- «Щоб в щедрості і в радості», 2020
- «Вікно», 2023
- «Заграй, скрипалю», 2023
- «О Боже, зупини війну!», 2023
- «Ти — України солдат», 2023
- «Я з тобою забула про все», 2024
- «Життя, ти мене пам'ятай!», 2024
- «Стоять солдати України», 2024
- «Сонет кохання», 2025

## Відзнаки
- Лауреат Всеукраїнського літературного конкурсу ім. Л. Мартовича, 2022.
- Грамота Львівської районної військової Адміністрації Львівської області за вагомий особистий внесок у розвиток літературної справи, активну громадську позицію, популяризацію українського слова та книги, 2022.
- Лауреат Всеукраїнської літературно-мистецької премії ім. І. Дробного, 2024